# Рогожин Георгій Миколайович

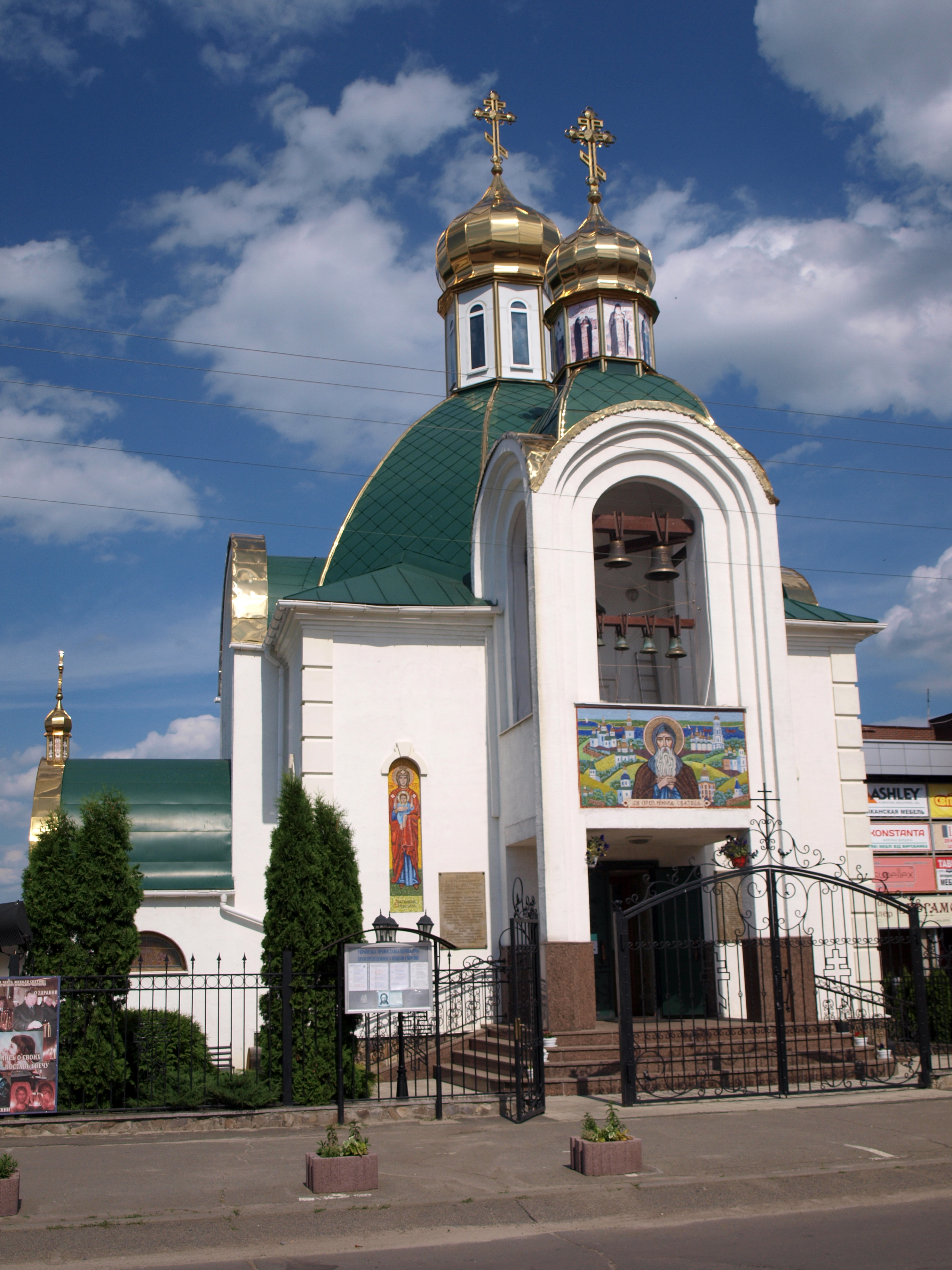
Храм Миколи Святоши, Київ

Георгій Миколайович Рогожин — український архітектор.
За його проєктами побудовано близько 50 церков в різних областях України, зокрема:
- церква (м. Батурин Чернігівська область);
- храм Різдва Пресвятої Богородиці (м. Бородянка, Київська область). Будівельні роботи виконала бригада із Західної України під керівництвом Теремка Василя Петровича.

Георгій Рогожин є керівником творчої архітектурної майстерні при Спілці архітекторів України.
Рогожин заснував новий напрям прикладних досліджень проблем соціального розвитку і комплексної перебудови сіл, удосконалення їх планування і забудови. Колективом науковців під його керівництвом (М. В. Возна, І. А. Ярмоленко, Я. А. Бурячок, І. А. Мафтер) було вперше створено комп'ютеризований банк даних на кожне село України. Він автор численних публікацій, його зусиллями розроблені цільові програми територіальної організації мережі шкіл та перебудови сіл низки областей. 
Основні наукові праці Г. М. Рогожина:
- «Сельское расселение Украинской ССР»;
- «Методические вопросы учета сельского расселения и развития социальной инфраструктуры села при разработке региональных программ»;
- «Організація культурно-побутового обслуговування сільського населення».

Його син Рогожин Олексій Георгійович (нар. 22 жовтня 1956) — провідний науковий співробітник Інституту телекомунікацій і глобального інформаційного простору НАН України, доктор економічних наук, кандидат географічних наук, член Інституту еволюційної економіки.